# Lenny (Film)
Lenny ist eine in Schwarz-Weiß gedrehte US-amerikanische Filmbiografie des Regisseurs Bob Fosse aus dem Jahr 1974 über den Standup-Comedian Lenny Bruce, der in den 1950er und 1960er Jahren sehr erfolgreich war.

## Handlung
Lenny Bruce tingelt erfolglos als Komiker von Club zu Club. Das Publikum kann über seine Witze und Sprüche nicht lachen. Lenny weiß, dass er sein Bühnenkonzept ändern muss, um Erfolg zu haben. Mit seiner Frau Honey, einer Ex-Stripperin, zieht er durch die USA und schockt die Zuschauer mit Obszönitäten und Tabuthemen. Die starre einstudierte Bühnenshow weicht der Improvisation. Trotz des mäßigen Publikumszuspruchs schlägt Lenny die Chance auf einen Fernsehauftritt aus. Bei einem Auftritt macht Lenny eine obszöne Bemerkung, für die er sich öffentlich entschuldigen soll. Die Entschuldigung endet in einem Skandal.
Honey wird bei einem Unfall schwer verletzt. Während sie im Krankenhaus liegt, betrügt Lenny sie mit einer Krankenschwester. Später kommen Lenny und Honey mit Drogen in Berührung. Wegen Drogenmissbrauchs muss Honey für zwei Jahre ins Gefängnis, Lenny gelingt es, sich von den Drogen zu lösen. Jetzt klappt es auch beruflich. In einem Striplokal tritt er jeden Abend auf. Wieder wird ihm ein Fernsehauftritt vorgeschlagen, diesmal mit voller Redefreiheit. Lenny nimmt den Vorschlag an und spricht über Politik, Religion, Sex und sonstige Skandale. Lenny wird oftmals nach einer Show festgenommen. Er ist mehr im Gerichtssaal als auf der Bühne zu finden. Und auch bei Gericht macht er den Mund auf und kämpft gegen Paragraphenreiter und konservative Richter. Doch die Prozesse und auch der frühere Drogenkonsum zehren an ihm. Lennys Aufstieg ist beendet und ein Abstieg beginnt.

## Soundtrack
Bestandteil des Soundtracks sind drei langsame, instrumental interpretierte Balladen, gespielt von dem Jazz-Trompeter Miles Davis, die durch ihre melancholische Stimmung maßgeblich zur Aussage des Films beitragen:
- It Never Entered My Mind von Richard Rodgers,
- Tempus Fugit von Bud Powell,
- Well You Needn’t von Teddy McRae und Thelonious Monk.

## Hintergrund
Für die Titelrolle war ursprünglich der Sänger Neil Diamond vorgesehen, der jedoch absagte. Die Rolle der Honey sollte zunächst Raquel Welch spielen, die ebenfalls ablehnte, weil sie meinte, für die Rolle nicht geeignet zu sein.

## Kritiken
Der film-dienst bezeichnete den Film als einen „eminent ehrliche[n] Film, der in brillanter Gestaltung die Diskrepanz zwischen einem erstarrten Moralkodex und der gesellschaftlich-politischen Entwicklung aufzeigt“ und dabei „auch durch die Leistung des Hauptdarstellers“ überzeuge. Cinema zufolge habe Regisseur Bob Fosse dem 1966 verstorbenen Lenny Bruce „ein eindrucksvolles filmisches Denkmal [gesetzt]“. Das Fazit war: „Intelligentes Porträt einer vergessenen Legende“.
Christian Lenchtieler von filmstarts.de nannte Lenny „einen bemerkenswerten Film […], dem zu Unrecht der große Erfolg und Bekanntheitsgrad verwehrt blieb“, was wiederum an „der übermächtigen Konkurrenz“ des Jahres 1974 mit Filmen wie Der Pate – Teil II und Chinatown gelegen haben könne. „An mangelnder Qualität kann es jedoch nicht liegen. Jedem Filmfreund, der auch nur im Entferntesten etwas mit dem Thema anfangen kann oder Dustin Hoffman in einer seiner besten und komplexesten Rollen bewundern möchte, sei dieses Werk wärmstens ans Herz gelegt.“

## Auszeichnungen
- 1974: NYFCC Award für Valerie Perrine als beste Darstellerin
- 1975: Preis als beste Schauspielerin für Valerie Perrine bei den Internationalen Filmfestspielen von Cannes
- 1975: Oscar-Nominierungen in den Kategorien Bester Film, Beste Regie, Bester Hauptdarsteller, Beste Hauptdarstellerin, Bestes adaptiertes Drehbuch und Beste Kamera
- 1976: BAFTA Award für Valerie Perrine als beste Nachwuchsdarstellerin